# Абержеман, Жак де Лабом
Жак де Лабом (фр. Jacques de la Baume; ум. после 12 августа 1466), сеньор д’Абержеман — савойский, бургундский и французский государственный и военный деятель, великий магистр арбалетчиков Франции.

## Биография
Второй сын Жана I де Лабома, графа де Монревеля, маршала Франции, и Жанны де Латур-д’Иллен.
Сеньор де Марбо, Монфор, Нуайе, Эн-Аньер, Сермуайе и Морийон.
Был одним из бресских сеньоров, поступивших на службу герцога Бургундского. В 1417 году отправился с армией этого принца в поход в Гиень и Лангедок, предпринятый с целью приведения провинций к покорности королю Карлу VI. Для участия в экспедиции привёл двух рыцарей-баннеретов и 72 оруженосца.
26 января 1418 король в Провене назначил де Лабома великим магистром арбалетчиков, по просьбе герцога Бургундского. В апреле того же года он был с герцогом в Монбельяре, где тот договаривался с императором Сигизмундом, и командовал двумя сотнями лучников или арбалетчиков в составе герцогского эскорта 10 сентября 1419, когда Жан Бесстрашный отправился из Бре-сюр-Сена на встречу в Монтеро, где был убит.
После гибели герцога король жалованной грамотой от 19 октября ввёл де Лабома в состав своего совета, а 8 ноября назначил генеральным наместником в Веле, Жеводане, Виваре, сенешальствах Лиона и Валентинуа.
В 1422 году Генрих V отстранил сеньора д’Абержемана от должности великого магистра арбалетчиков.
Присутствовал на церемонии эмансипации герцога Людовика Савойского в 1440 году, и тогда же был пожалован в рыцари ордена Аннунциаты, а в следующем году — на церемонии ратификации договора этого принца с герцогом де Бурбоном, и посредничал при подписании нового соглашения между ними в 1445 году. Герцог Савойский назначил де Лабома генеральным наместником и бальи Бресса; в этом качестве сеньор д’Абержеман вернул капитулу Лиона замок Женне в Лионне. Сохранил под властью Савойи замок Лонжемон, который герцог Бургундский считал относящимся к графству Бургундскому, и пытался захватить. Разместил надёжные гарнизоны на границах Бресса и берегу Соны. Эта мера позволила, при содействии вооружённых отрядов знати и коммунальных ополчений, не допустить вторжения в провинцию банд живодёров, уже разграбивших к тому времени Бургундию, Божоле, Форе и Бурбонне, и в количестве 15—16 тыс. человек намеревавшихся под командованием Жиля де Сен-Симона, бальи Санлиса, двигаться дальше на восток. Не сумев преодолеть савойскую оборону, живодёры были вынуждены ограничиться грабежами во Франшлене, Мексимьё и Сен-Жорж-де-Реноне в Домбе, после чего повернули назад.
Был в числе двухсот сеньоров, принёсших в 1455 году присягу по договору о союзе, заключённому в 1452 году между герцогом Савойи и королём Карлом VII.
27 января 1456 был направлен герцогом в Сен-Пурсан, чтобы ввести принца Пьемонтского, мужа Иоланды Французской, во владение Брессом и Во, переданными ему отцом в апанаж.
12 августа 1466 составил завещание, объявив своими наследниками племянников: Клода де Лабома, графа де Монревеля, Гийома, Ги и Кентена де Лабомов.
Погребён в основанной им капелле в Марбо в Брессе.

## Семья
1-я жена: Катрин де Тюре, дочь Жерара де Тюре, сеньора де Нуайе, и Жилетты де Колиньи
Дочь:
- Франсуаза де Лабом (ум. 11.1459), дама де Нуайе, Морийон, и прочее. Муж (контракт 10.06.1439): Жан де Сессель, сеньор де Баржа и де Ла-Рошетт, маршал Савойи. Брак бездетный. После смерти дочери Жак де Лабом вёл крупные судебные тяжбы против зятя, добиваясь возвращения приданого — сеньорий Морийон и Нуайе.

2-я жена: Жаклин де Сессель, дама де Сандран и де Мон, вдова Гийома де Сен-Тривье, сеньора де Сен-Тривье и де Бранж. Брак бездетный